# Millerieae
Millerieae, tribus glavočika u potporodici Asteroideae. Postoji 35 rodova.

## Podtribui i rodovi
1. Subtribus Melampodiinae Less.
  1. Acanthospermum Schrank (7 spp.)
  2. Lecocarpus Decne. (4 spp.)
  3. Melampodium L. (45 spp.)
  4. Staurochlamys Baker (1 sp.)
2. Subtribus Galinsoginae Benth. & Hook.f.
  1. Alepidocline S. F. Blake (6 spp.)
  2. Cuchumatanea Seid. & Beaman (1 sp.)
  3. Alloispermum Willd. (17 spp.)
  4. Faxonia Brandegee (1 sp.)
  5. Galinsoga Ruiz & Pav. (12 spp.)
  6. Stenocarpha S. F. Blake (2 spp.)
  7. Aphanactis Wedd. (11 spp.)
  8. Oteiza La Llave (4 spp.)
  9. Sabazia Cass. (16 spp.)
  10. Freya V. M. Badillo (1 sp.)
  11. Schistocarpha Less. (13 spp.)
  12. Selloa Kunth (3 spp.)
3. Subtribus Milleriinae Dumort.
  1. Axiniphyllum Benth. (5 spp.)
  2. Guizotia Cass. (7 spp.)
  3. Micractis DC. (2 spp.)
  4. Milleria Houst. ex L. (1 sp.)
  5. Rumfordia DC. (7 spp.)
  6. Sigesbeckia L. (10 spp.)
  7. Smallanthus Mack. (22 spp.)
  8. Stachycephalum Sch. Bip. ex Benth. (3 spp.)
  9. Trigonospermum Less. (6 spp.)
  10. Unxia L.f. (2 spp.)
  11. Zandera D. L. Schulz (3 spp.)
4. Subtribus Desmanthodiinae H. Rob.
  1. Desmanthodium Benth. (8 spp.)
5. Subtribus Dyscritothamninae Panero
  1. Bebbia Greene (1 sp.)
  2. Dyscritothamnus B. L. Rob. (2 spp.)
  3. Tridax L. (34 spp.)
  4. Cymophora B. L. Rob. (4 spp.)
  5. Tetragonotheca L. (4 spp.)
6. Subtribus Espeletiinae Cuatrec.
  1. Espeletia Mutis ex Humb. & Bonpl. (140 spp.)
  2. Tamananthus V. M. Badillo (1 sp.)
7. Subtribus Guardiolinae H. Rob.
  1. Guardiola Cerv. ex Humb. & Bonpl. (12 spp.)
8. Subtribus Jaegeriinae Panero
  1. Jaegeria Kunth (11 spp.)